# Papallacta
Papallacta – miejscowość w Ekwadorze, w prowincji Napo, w Andach. Leży na wysokości 3300 m n.p.m. i jest najwyżej położoną miejscowością kraju. W 2010 roku liczyła 920 mieszkańców. Miejscowość znana jest z ciepłych źródeł zagospodarowanych i dostępnych (odpłatnie) dla turystów.